# Działania wojenne w Arktyce w czasie II wojny światowej
Działania wojenne w Arktyce w czasie II wojny światowej – wydarzenia mające miejsce w Arktyce w czasie II wojny światowej, polegające w głównej mierze na rywalizacji między III Rzeszą a Aliantami o możliwość pozyskiwania danych meteorologicznych na tych szerokościach geograficznych, co było niezwykle istotne z punktu widzenia działań wojennych prowadzonych na wszystkich teatrach działań wojennych.
Od początku wojny Niemcy mieli świadomość, że pogoda ma ogromny wpływ na prowadzone kampanie, a jej trafne przewidywanie wymagało pozyskiwania danych meteorologicznych z rejonów Arktyki, gdzie zderzają się prądy powietrzne. Obserwowanie zachodzących w tym rejonie tych zjawisk atmosferycznych umożliwia przewidywanie pogody z dużym prawdopodobieństwem.
Pierwszym celem rywalizacji stała się Grenlandia, należąca do będącej pod okupacją niemiecką Danii. Stany Zjednoczone próbowały przejąć kontrolę nad wyspą, co nastąpiło 9 kwietnia 1941 r. Amerykanie rozmieścili na Grenlandii swoje oddziały i stworzyli szereg baz jak np. w Narsarssuak. Zadaniem żołnierzy amerykańskich było patrolowanie wyspy przy wsparciu miejscowych przewodników i likwidacja baz meteorologicznych zbudowanych przez Niemców oraz bunkrów. Obawa Amerykanów przed inwazją niemiecką na Grenlandię była tak duża, że już 11 sierpnia 1941 roku, a więc przed przystąpieniem USA do wojny, okręty pod amerykańską banderą otrzymały pozwolenie na strzelanie do wszelkich jednostek pływających pod flagą III Rzeszy. Do przejęcia pierwszej ekspedycji niemieckiej wysłanej na Grenlandię ze sprzętem radiowym dalekiego zasięgu doszło następnego dnia, tj. 12 sierpnia 1941 roku. Wysłani na okręcie pod norweską banderą Niemcy próbowali w tym czasie zbudować stację meteorologiczną, która przy pomocy radiostacji miała przesyłać informacje do Europy.
Szkolenie niemieckich członków ekspedycji arktycznych realizowane było koło Karpacza w Karkonoszach i w ośrodku szkoleniowym w Austrii (niedaleko Innsbrucka). Bazy szkoleniowe były założone na dużych wysokościach, aby odwzorować warunki atmosferyczne panujące w Arktyce. Obok szkoleń naukowych (budowa i obsługa stacji meteorologicznych, analiza zebranych danych, obsługa radiostacji) uczestnicy szkoleń uczyli się technik walki, obsługi psich zaprzęgów, jazdy na nartach i sposobów przetrwania w warunkach zimy polarnej (w tym polowania i budowy obozowiska). W skład każdej wysyłanej misji wchodzili przedstawiciele różnych zawodów. W przypadku operacji opatrzonej kryptonimem „Edelweiss II” wchodzili m.in.: geolog, geograf, mechanicy, elektryk, operator radiowy, cieśla, biznesmen, kreślarze.
Z czasem cała Arktyka została podzielona przez aliantów na strefy kontroli: Brytyjczycy strzegli wyspy Jan Mayen i archipelagu Svalbard, Rosjanie obserwowali Ziemię Franciszka Józefa, natomiast Amerykanie wraz z Duńczykami patrolowali wschodnią Grenlandię i sąsiadujące z nią wody. Rok 1943 przyniósł nasilenie zbrojnych potyczek między patrolującymi wyspę wojskami amerykańskimi a napotykanymi obozami przysyłanych tutaj naukowców niemieckich. Ekspedycje niemieckie organizowane były głównie przez Kriegsmarine i Luftwaffe. W sumie wysłały one do Arktyki blisko 20 ekspedycji. Z nielicznych informacji źródłowych wiadomo, że latem 1943 roku Niemcom udało się przetransportować grupę naukowców pod samo koło podbiegunowe (500 km od niego), gdzie działali przez cały rok do maja 1944 roku, kiedy to zatruli się larwami pasożyta znajdującymi się w upolowanym niedźwiedziu polarnym (włośnica). Choroba doprowadziła do ewakuacji naukowców za pomocą samolotu Arado Ar 232. Bardzo często wracający z ekspedycji Niemcy byli wycieńczeni i ciężko chorzy. Dawały im się we znaki nie tylko warunki atmosferyczne, ale również zmiana odżywiania, bowiem dieta arktyczna uboga była w owoce, warzywa, czy też zboża.
Jedną ze słynniejszych ekspedycji niemieckich była wyprawa dowodzona przez geografa doktora Wilhelma Dege. Ekspedycja wyruszyła we wrześniu 1944 roku na pokładzie okrętu „Carl J. Busch” i w eskorcie okrętu podwodnego U-307 dowodzonego przez porucznika F.-G. Herrlego na Ziemię Północno-Wschodnią (Nordaustlandet) znajdującą się na północ od Spitsbergenu. Dege sprawnie zbudował tam stację meteorologiczną i rozpoczął nadawanie komunikatów do Niemiec. Jego stacja została namierzona przez aliantów dopiero w marcu 1945 roku, a sam Dege działał do sierpnia 1945 i poddał się ze swoim oddziałem dopiero 4 września 1945 roku, będąc tym samym ostatnim oddziałem niemieckim kapitulującym w II wojnie światowej. Tak długie działanie oddziału Degego umożliwiła m.in. noc polarna, jaka obejmowała ten rejon geograficzny w okresie od października 1944 roku do marca 1945 roku. Przesyłane przez Degego dane trafiały na biurko doktora Karla Recknagela, który był naczelnym szefem służby meteorologicznej III Rzeszy. W oparciu o te właśnie informacje doktor Recknagel przygotował prognozę pogody, na podstawie której Hitler wybrał dzień ataku w Ardenach na 16 grudnia 1944 roku. Jak się miało okazać, wybór tego dnia był bezbłędny, bowiem teren Ardenów spowiły wówczas mgły, a zachmurzone niebo i niski pułap chmur uniemożliwiły Amerykanom użycie lotnictwa w pierwszej fazie ofensywy niemieckiej.
Na przełomie 1944/1945 roku w związku z wejściem do użytku automatycznych stacji pogodowych Niemcy zaczęli odchodzić od budowy baz meteorologicznych. Wdrożone wówczas urządzenia, zwane WFS (Wetterfunkstation-See, pol. Morska meteorologiczna stacja radiowa), miały postać boi. Transportowane za pomocą U-Bootów były stawiane w pobliżu wybrzeży Grenlandii i nadawały co pewien czas dane o warunkach pogodowych (temperaturze, sile i kierunku wiatru) w danym miejscu. Stacje te były trudne do wykrycia, o czym świadczy fakt, że wiele z nich nadawało sygnały jeszcze długo po kapitulacji III Rzeszy.